# Абеокута
Абео́кута (англ. Abeokuta, йоруба Abéòkúta) — административный центр штата Огун на юго-западе Нигерии.

## География
Город находится в 90 км к северу от Лагоса на реке Огун, имеющей ширину в районе города до 200 метров и судоходной для небольших лодок, вблизи гор Олумо, которые являются для него защитной природной оградой. Высота центра НП составляет 66 метров над уровнем моря.

## Экономика
Центр аграрного района, специализирующегося на выращивании какао и хлопка. Пищевая (производство пальмового масла, пива, консервов, переработка какао-бобов), цементная промышленность, производство велосипедных шин, деревообработка. Сохраняется также традиционное кустарное производство тканей и красителей. Ведётся торговля продукцией сельского хозяйства (какао, бананы, цитрусовые). Город является транспортным узлом на пересечении железнодорожной магистрали Лагос-Кано и автодорог.

## История
В прошлом — главный город народа эгбе в восточной части Верхней Гвинеи. В XIX веке был окружён земляной стеной на протяжении 20 км. Из 130 000 жителей до 2000 составляли христиане. Город и его окрестности находились под властью одного из предводителей племени Аль-Аке. После разрушения царства йоруба народом фелатта, бежавшие из него эгбе основали в 1825 году город-государство Абеокуту, который быстро достиг цветущего состояния и в 1851 и 1864 годах победоносно отразил нападения дагомейцев. С 1840-х годов в Абеокуте существовали европейская христианская миссия и торговая фактория (вывозились слоновая кость и каучук, ввозилась мануфактурные изделия). Английские миссионеры после произошедшего в октябре 1867 года переворота были изгнаны из города. Во второй половине XIX века население Абеокуты росло за счёт переселившихся из Сьерра-Леоне потомков освобождённых рабов. В 1893 году в городе было сформировано Объединённое правительство эгбе, признанное английскими колониальными властями. В 1914 году становится частью британской колонии Нигерия. С 1960 года — в составе независимой Нигерии.

## Социальная сфера
В Абеокуте действуют политехнический (с 1979 года) и сельскохозяйственный (с 1988 года) институты.

## Демография
| 1907    | 2010     | 2012     |
| ------- | -------- | -------- |
| 120 000 | ↗801 282 | ↗888 924 |

Население города по годам:
| 1991    | 2003    | 2010    |
| ------- | ------- | ------- |
| 352 735 | 542 900 | 801 282 |

## Уроженцы города
В Абеокуте родились многие известные нигерийцы, такие как музыкант и певец Фела Кути, писатель Амос Тутуола, писатель и нобелевский лауреат Воле Шойинка, архиепископ Питер Акинола, президент Нигерии в 1999—2007 годах Олусегун Обасанджо, первый нигериец-председатель Верховного суда Нигерии Адетокунбо Адемола, футболист Юиса Софолуве.